# Едмунд Хилари
Сер Едмунд Персивал Хилари (енгл. Edmund Hillary; Таукау, 20. јул 1919 — Окланд, 11. јануар 2008) је био новозеландски алпиниста и истраживач. Најпознатији је по томе што је заједно са непалским шерпасом Тензингом Норгајем, 29. маја 1953. први успешно освојио врх Монт Еверест (8848 метара).
Хилари је био заинтересован за планинарење још у средњој школи. Свој први велики успон направио је 1939. године, достигавши врх Маунт Оливиера. Служио је у Краљевском ваздухопловству Новог Зеланда као навигатор током Другог светског рата и рањен је у несрећи. Пре експедиције на Еверест, Хилари је била део Bританске извиђачке експедиције на планину 1951. године, као и неуспешног покушаја успона на Чо оју 1952. Као део Транс-Антарктичке експедиције Комонвелта, стигао је до Јужног пола копном 1958. године. Касније је стигао до Северног пола, што га је учинило првом особом која је стигла до оба пола и врха Евереста. Часопис Тајм га је прогласило једним од 100 најутицајнијих људи 20. века.

## Детињстви и младост
Хилари је рођен од оца Персивала Огастуса (1885–1965) и мајке Гертруде (рођене Кларк) Хилари у Окланду, Нови Зеланд, 20. јула 1919. Његов отац Перси служио је у Галипољу у 15. пуку (Северни Окланд), а отпуштен је из војске као „медицински неспособан” 1916. године. Он се оженио Гертрудом након повратка на Нови Зеланд. Његов деда Едмунд Рејмонд Хилари (р. 1836) из енглеског Ланкашира био је часовничар који је емигрирао у северну Вајроу средином 19. века. Он се оженио се Ани „Ајдом” Флеминг из Ирске са четворо деце. Његови прадеда и бака по мајци, Кларкови, обоје су били из Јоркшира.
Његова породица се преселила у Туакау, јужно од Окланда, 1920. године, након што је Персију додељено осам јутара земље (3,2 ha) као војнику повратнику. Перси је био предратни новинар, а убрзо је постао оснивачки уредника недељника Tuakau District News, као и пчелар. Ед је имао сестру Џун (рођену 1917) и брата Рекса (рођеног 1920).
Хилари се школовао у основној школи Туакау, а затим у Окландског гимназији. Основну школу завршио је са 11 или две године раније, а у гимназији је постигао просечне оцене. Његова мајка је желела да оде у „добру школу”, те је он свакодневно путовао у школу возом, возио би бицикл до станице Туакау пре 7 сати ујутру и враћао се после 18 сати током 3½ године (сат и 40-минута дуго путовање у једном правцу) све док се породица није преселила у Ремуеру, Окланд 1935. године, током његове последње од четири године у гимназији.
У почетку је био мањи од својих вршњака и стидљив, и није уживао у гимназији, док му је путовање онемогућавало активности након школе. Он је порастао до 6 ft 2 in (188 cm) и стекао самопоуздање након што се бавио боксом.
За пењање се заинтересовао када је имао 16 година након школског путовања 1935. на планину Руапеху, након чега је показао више интересовања за пешачење него за учење, и изјављујући да је „желео да види свет”. Он је затим похађао Универзитетски колеџ у Окланду и тамо се придружио клубу Трампинг. Међутим 1938. године, „након две изразито неуспешне године проучавања математике и науке”, одустао је од формалног образовања.
Затим је постао пчелар са оцем и братом Рексом; са 1600 кошница о којима се старао, хиљадама кутија меда тежине 41 kg (90 lb), и са 12 до 100 убода пчела дневно. Лети се бавио пчелама, а зими се концентрисао на пењање. Његов отац је такође уређивао часопис „The N.Z. Honeybee”, а његова мајка Гертруда била је позната по узгоју и продаји матица.
Године 1938, отишао је да саслуша Херберта Сатклифа, заговорника животне филозофије под називом „Зрачни живот”, са породицом. Породица је постала члан фондације, а његова мајка је постала секретарица организације 1939. Он је отишао је у Гисборн као Сатклифов помоћник, а 1941. је положио испите за учитеља Зрачног живота, добивши 100% поена. Његово пробно предавање било је на тему „Инфериорност - узрок и лек”. О свом петогодишњем повезивању са покретом рекао је да је: „Научио сам да говорим самоуверено са платформе; да слободније размишљам о важним темама; да се лакше мешам са широким спектром људи”. Начела су укључивала здраву исхрану (салате које је Џун носила за ручак на универзитет) и пацифизам. Придружио се пешаком клубу Зрачног живота, и даље развио своју љубав према природи у Вејтакери горју.
Године 1939, завршио је свој први велики успон, досегавши врх Маунт Оливиер, близу Аораки/Маунт Кук у Јужним Алпима. Пењање је довело нове пријатеље; Хари Ерс и Џорџ Лоу постали су „први прави пријатељи које сам икада имао”.

## Достигнућа
Током Другог светског рата био је навигатор у Краљевском Новозеландском Ваздухопловству (RNZAF). Био је члан неуспешне новозеландске експедиције на Монт Еверест 1951. године, пре него што се придружио успешној британској 1953. године. Освојио је још десет врхова на Хималајама током следећих посета 1956, 1960-61. и 1963-65. године. Освојио је и Јужни пол, као члан Трансантарктичке Експедиције Британског Комонвелта 4. јануара 1958. године.
Био је носилац више високих одликовања: Витеза Командира Ордена Британске империје (KBE) од 16. јула, 1953, Ордена Новог Зеланда (ONZ) од 1987. и Витеза Ордена подвезице (KG) од 23. априла 1995.
У част обележавања педесетогодишњице првог успешног освајања Евереста, непалска влада је доделила почасно држављанство Сер Едмунду на прослави златног јубилеја у главном граду, Катмандуу. Сер Едмунд је први страни држављанин коме је Непал указао такву част.
Био је једини Новозеланђанин чији се лик за живота појавио на новчаници.

## Добротворни рад
Посветио је добар део живота помагању народу Шерпа из Непала уз помоћ организације енгл. Himalayan Trust коју је основао и којој је посветио доста времена и енергије. Својим напорима успео је да сагради пуно школа и болница у овом удаљеном региону Хималаја. Тврдио је да је за њега ово најважније достигнуће.
Био је и почасни Председник Америчке Фондације Хималаја, непрофитне организације која такође помаже да се побољша еколошко и животно стање на Хималајама.